# Laelia (Orchideen)
Die Gattung Laelia der Familie der Orchideen (Orchidaceae) wurde im Jahr 1831 von dem englischen Botaniker John Lindley aufgestellt und umfasst ungefähr 23 gültige Arten. Diese sind in Mittel- und Südamerika beheimatet. Die Laelien wachsen, je nach Art, epiphytisch oder lithophytisch.

## Beschreibung
Laelia umfasst kleine, krautige, ausdauernde Pflanzen. Die einzelnen Sprosse stehen dicht gedrängt oder mit etwas Abstand an einem kriechenden, leicht verholzten Rhizom. Die Wurzeln sind von einem fünf bis zehn Zellschichten dicken Velamen radicum umgeben. Die Sprossachse ist zu Pseudobulben verdickt. Diese sind rundlich bis keulenförmig, glatt oder längs gefurcht, von rasch vertrocknenden Niederblättern umgeben. Die Pseudobulben bestehen aus mehreren Internodien, meist sind diese alle verdickt, bei einigen Arten sind die untersten unverdickt, so dass die Pseudobulbe auf einem kurzen Stiel sitzt. Am oberen Ende der Pseudobulben sitzen ein bis drei Laubblätter. Die Blattspreite ist oval bis schmal lanzettlich, fleischig oder ledrig und starr, grün mit gelegentlich rötlichen Tönen. Das Ende ist spitz oder stumpf, der Blattgrund läuft keilförmig zu, ohne Blattstiel, zwischen Spross und Blatt befindet sich ein Trenngewebe.

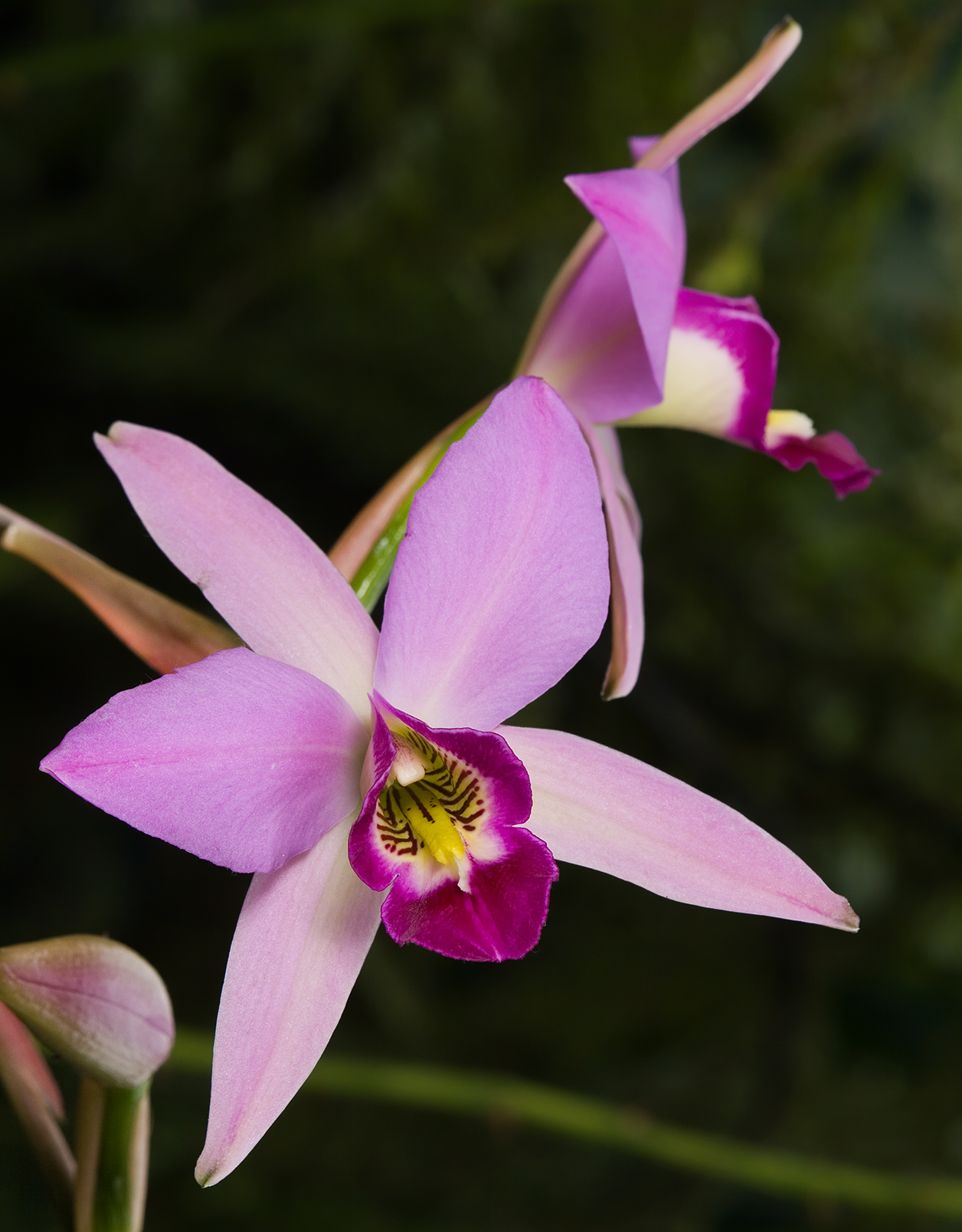
Laelia gouldiana

Der Blütenstand ist eine endständige Traube. Die Blüten sind zweizeilig oder spiralig angeordnet, manchmal am Ende des Blütenstands dicht gedrängt. Bei einigen Arten finden sich an den Tragblättern Nektarien. Der Fruchtknoten ist keulenförmig, längs mit sechs Rippen versehen, glatt oder warzig, beschuppt, klebrig. Die Blüten sind bei manchen Arten resupiniert, bei anderen nicht. Sie sind groß und farbig: rosa, violett, gelb, auch Weiß und Brauntöne kommen vor. Die Blütenblätter sind nicht miteinander verwachsen. Die drei äußeren sind lanzettlich bis schmal oval, oft von dicker, fleischiger Textur, weit ausgebreitet, die Ränder häufig gewellt. Ihre Außenseite kann etwas klebrig oder beschuppt sein. Die seitlichen inneren Blütenblätter sind meist etwas breiter und weniger fleischig als die äußeren Blütenblätter. Auch hier kann der Rand gewellt sein. Die Lippe ist am Grund gelenkig mit der Säule verbunden, die Spreite ist dreilappig, wobei die Seitenlappen meist nach oben um die Säule geschlagen sind. Der vordere Lappen ist ausgebreitet oder nach unten gebogen. Mittig befindet sich ein farbig abgesetzter Fleck sowie einige längs verlaufende Schwielen. Die Ränder der Lippe können gewellt sein, auf der Außenseite befindet sich, wie auch bei den beiden anderen inneren Blütenblättern, eine mittig längs verlaufende Rinne. Die Säule ist gebogen, nach vorne keulenförmig breiter werdend, im Querschnitt halbkreisförmig. An der Basis bildet sie mit der Lippe und dem Ansatz des Fruchtknotens eine kleine Vertiefung, die aber keinen Nektar enthält. Das Staubblatt ist gegenüber der Säulenachse herabgebogen, die Säule umgibt das Staubblatt kapuzenartig mit einem ein- bis dreizähnigen Gewebe (Klinandrium). Das Staubblatt enthält acht wachsartige, gelbe, ungleich geformte Pollinien, die über Stielchen (Caudiculae) miteinander verbunden sind. Der Pollen ist in Tetraden organisiert, die Pollenkörner besitzen keine Öffnung (inaperturat). Die Narbe sitzt quer zur Säulenachse und ist oval, dreieckig oder herzförmig. Das Trenngewebe zwischen Staubblatt und Narbe (Rostellum) ist deutlich hervortretend und bildet eine Klebscheibe (Viscidium). Die Kapselfrucht ist oval, gestielt, längs gefurcht. Teile der Blütenhülle bleiben an der Spitze der Frucht haften.
Durch Duft und Farbe werden Bienen und Hummeln als Bestäuber angelockt. Xylocopa, Trigona und Bombus wurden beobachtet, auch Honigbienen besuchen die Blüten, sind aber zu klein, um sie zu bestäuben. Die Insekten landen auf dem ausgebreiteten vorderen Teil der Lippe und kriechen zwischen Lippe und Säule in die Blüte, wo die Pollinien an ihnen kleben bleiben.
Die Chromosomenzahl beträgt für die meisten Arten 2n=40. Selten wurden höhere Zahlen von 2n=41 oder 2n=42 gezählt, für Laelia anceps auch 2n=60 und 2n=80.

## Verbreitung
Die Laelia-Arten sind von Mexiko im Norden über Mittelamerika und die Karibik bis nach Brasilien und Bolivien im Süden verbreitet. Sie kommen von Meereshöhe bis in Höhenlagen von 3000 Meter vor. Das Klima ihrer Wuchsorte ist durch eine Trockenperiode gekennzeichnet.
Wahrscheinlich hat sich die Gattung von einem mittelamerikanischen Ursprung ausgehend Richtung Südamerika verbreitet.

## Systematik und botanische Geschichte

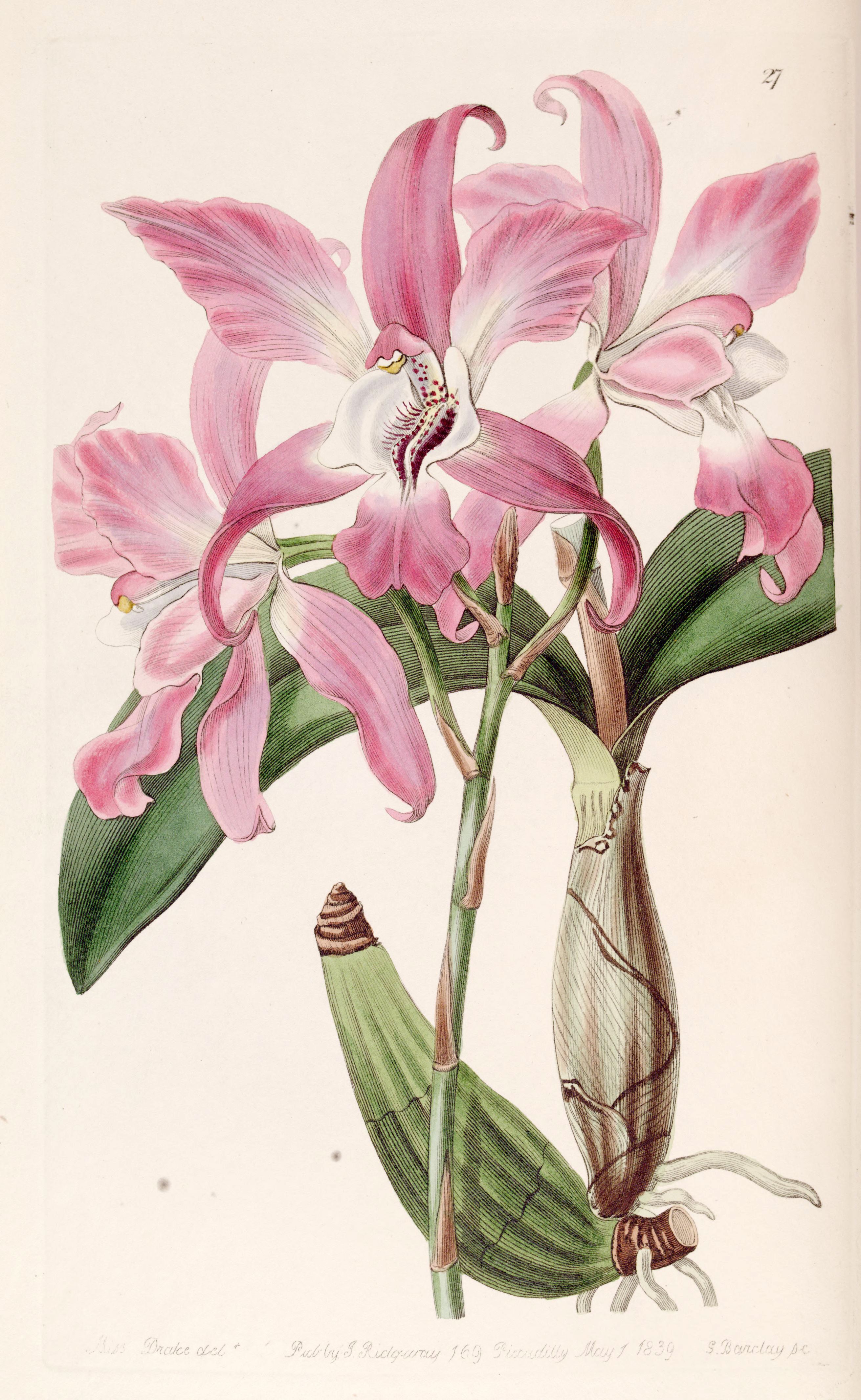
Laelia autumnalis, Illustration aus Edwards’s botanical register

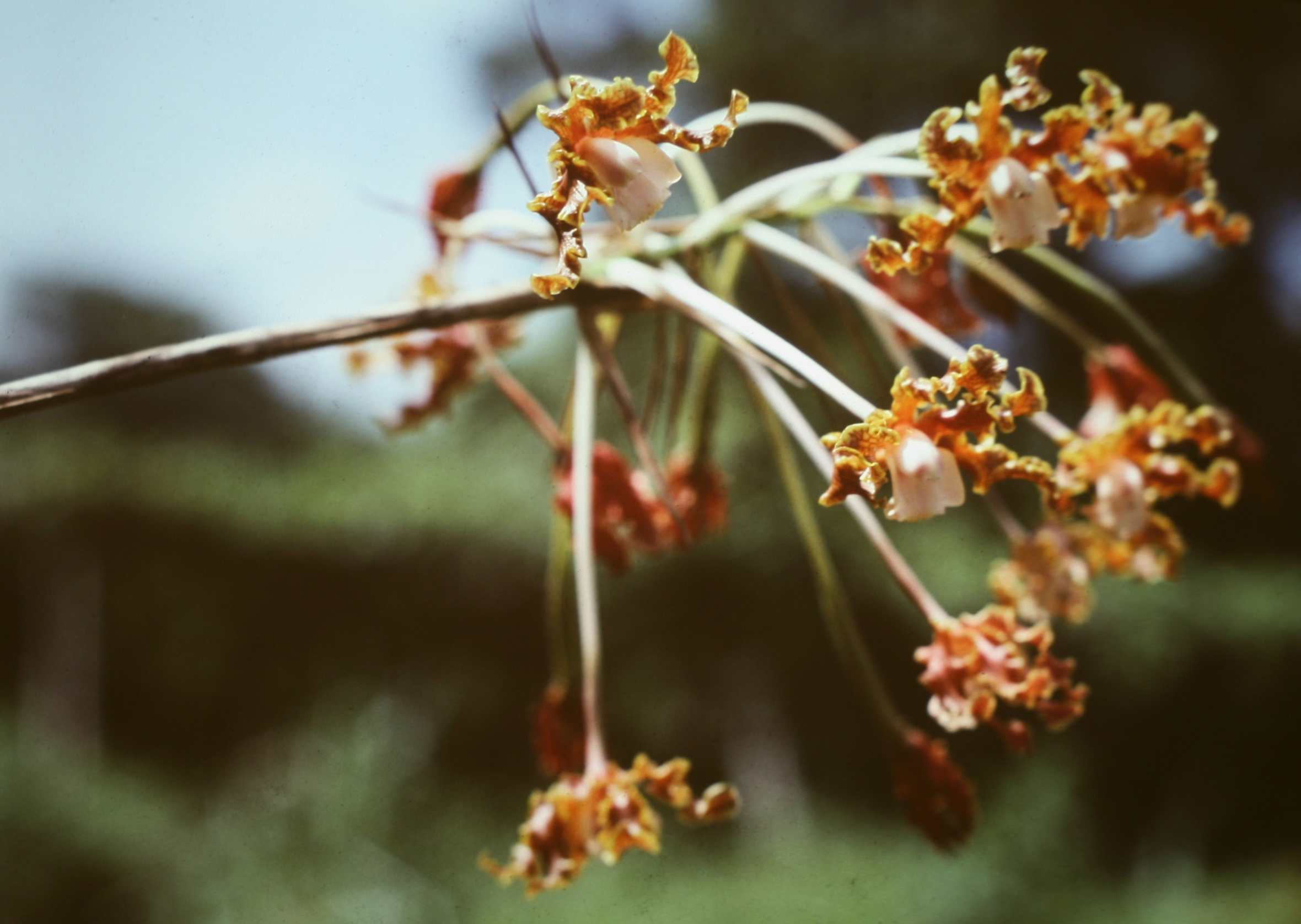
Blütenstand von Laelia marginata oder Laelia gloriosa, eine der früher als Schomburgkia bezeichneten Arten

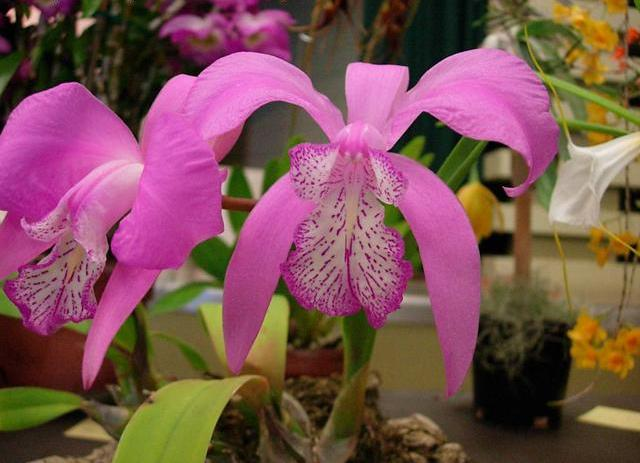
Laelia speciosa

Die Gattung Laelia wurde 1831 von John Lindley in Genera and Species of Orchidaceous Plants Seite 115 beschrieben. Ältere Verwendungen des Namens etwa bei Michel Adanson 1763 oder bei Christian Hendrik Persoon 1806 wurden für ungültig erklärt und Name und Beschreibung von Lindley konserviert.
Innerhalb der Unterfamilie Epidendroideae wird die Gattung Laelia in die Tribus Epidendreae und dort in die Subtribus Laeliinae eingeordnet. Laelia ist nah verwandt mit Domingoa, Homalopetalum und Nageliella.
Der Umfang der Gattung war lange Zeit ein ganz anderer: sie enthielt zahlreiche südamerikanische Arten und wies eine disjunkte Verbreitung zwischen Mittel- und Südamerika auf. Zusammengehalten wurde die Gattung hauptsächlich durch die Zahl der Pollinien als gemeinsames Merkmal. Neuere Untersuchungen stellen die früher als Laelia bezeichneten südamerikanischen Arten zur Gattung Sophronitis (oder alternativ zu Cattleya). Die restlichen, in Mittelamerika verbreiteten Arten sind nah verwandt mit einigen früher als Schomburgkia bezeichneten Pflanzen. Der Transfer dieser Schomburgkia zu Laelia wurde schon 1941 vorgeschlagen, aber erst durch DNA-Untersuchungen bestätigt.
Die folgende alphabetische Liste umfasst die Artnamen, die von den Wissenschaftlern der Kew Gardens, London, als gültig akzeptiert sind.
- Laelia albida Bateman ex Lindl.: Mexiko.[3]
- Laelia anceps Lindl.: Mexiko bis Honduras.[3] Mit zwei Unterarten:
  - Laelia anceps ssp. anceps
  - Laelia anceps ssp. dawsonii (J. Anderson) Rolfe
- Laelia aurea A.V.Navarro: Mexiko.[3]
- Laelia autumnalis (Lex.) Lindl.: Mexiko.[3]
- Laelia colombiana J.M.H.Shaw: Kolumbien.[3]
- Laelia × crawshayana Rchb.f. = Laelia albida × Laelia anceps: Mexiko.[3]
- Laelia elata (Schltr.) J.M.H.Shaw: Kolumbien, Bolivien.[3]
- Laelia eyermaniana Rchb.f.: Nördliches und westliches Mexiko.[3]
- Laelia furfuracea Lindl.: Mexiko (Oaxaca).[3]
- Laelia gloriosa (Rchb.f.) L.O.Williams: Nördliches Südamerika bis Brasilien.[3]
- Laelia halbingeriana Salazar & Soto Arenas: Die 2014 erstbeschriebene Art kommt im mexikanischen Bundesstaat Oaxaca vor.[3]
- Laelia heidii (Carnevali) Van den Berg & M.W.Chase: Südöstliches Kolumbien bis südliches Venezuela.[3]
- Laelia lueddemannii (Prill.) L.O.Williams: Costa Rica bis nordwestliches Venezuela.[3]
- Laelia lyonsii (Lindl.) L.O.Williams: Kuba, Jamaika.[3]
- Laelia marginata (Lindl.) L.O.Williams: Südöstliches Kolumbien bis nördliches Südamerika und nördliches Brasilien.[3]
- Laelia moyobambae (Schltr.) C.Schweinf.: Bolivien und Peru.[3]
- Laelia rosea (Linden ex Lindl.) C.Schweinf.: Kolumbien bis Guayana.[3]
- Laelia rubescens Lindl.: Mexiko bis Costa Rica.[3]
- Laelia schultzei M.H.Shaw: Kolumbien.[3]
- Laelia speciosa (Kunth) Schltr.: Mexiko.[3]
- Laelia splendida (Schltr.) L.O.Williams: Kolumbien und Ecuador.[3]
- Laelia superbiens Lindl.: Mexiko bis Honduras.[3]
- Laelia undulata (Lindl.) L.O.Williams: Costa Rica bis Trinidad.[3]
- Laelia weberbaueriana (Kraenzl.) C.Schweinf.: Bolivien und Peru.[3]